# Lovely Molly
Lovely Molly, distribuito anche con il titolo I segreti oscuri di Molly, è un film del 2011 scritto e diretto da Eduardo Sánchez.

## Trama
I giovani sposi Molly e Tim si trasferiscono nella casa di campagna del padre di Molly, allevatore di cavalli deceduto da poco. Ex tossicodipendente con un passato turbato, Molly cerca di essere forte nella sua nuova vita. Ma durante la notte disturbi inspiegabili la colpiscono improvvisamente e questo innervosisce la coppia. Quando il marito va via per lavoro, Molly viene lasciata sola in una casa che contiene molti ricordi dolorosi: durante queste assenze, la ragazza effettua delle riprese con una videocamera, in cui alterna dei giri apparentemente senza senso per la proprietà del defunto padre (in uno dei quali rinviene uno spaventoso "santuario" oscuro, dedicato ai cavalli, nel sotterraneo di un capannone) a sortite in cui spia una vicina e le sue figlie in tenera età (le riprese vengono mostrate in soggettiva, ossia nella pellicola viene proiettato ciò che riprende Molly). La giovane mostra poi un'attrazione verso la vecchia camera in cui lei e sua sorella maggiore trascorsero l'infanzia: una notte sente un pianto dirotto proveniente dall'armadio della camera, e una volta apertolo sembra cadere in uno stato di trance. Il suo isolamento sembra infranto da una presenza maligna che scatena in Molly un malessere fisico e mentale. Un'altra notte, mentre è a letto, sente dei passi provenire dalle scale e accende la videocamera: nella registrazione si vede la porta aprirsi e chiudersi violentemente e si odono, oltre alle urla disperate della donna, lo zoccolìo e i versi tipici di un equino. Nell'azienda in cui lavora come addetta alle pulizie sembrerebbe vittima di un'aggressione sessuale, ma dai video della sorveglianza pare simulare l'aggressione e viene allontanata dal capo. Mentre lotta per riconquistare la sua posizione nella vita di tutti i giorni, la presa di coscienza di Molly sulla realtà comincia a vacillare e riprende a drogarsi. Il suo strano comportamento è un segnale di avvertimento per i suoi amici e familiari, i cui interventi la guidano in un solitario tormento e in un soffocante buio interiore. Purtroppo la ragazza è oramai entrata in una spirale di follia: una notte aggredisce e ferisce il marito; subito dopo, la sorella Hannah la insegue nella cantina, ove Molly ha nascosto la carcassa in decomposizione di un cervo, e lì avviene la rivelazione: le due giovani subirono pesanti molestie sessuali dal padre, e Molly afferma che Hannah lo avrebbe ucciso per evitare che continuasse a molestare la sorella minore. L'allora bambina si nascondeva nell'armadio per sfuggirgli, ma il padre la ghermiva cantandole una filastrocca ("Lovely Molly"). Oramai completamente fuori di sé, attira in casa il pastore, lo seduce e lo uccide. Una sera Tim, rientrando a casa, trova la videocamera accesa sul letto: guardando le registrazioni, vede che Molly ha scoperto la sua relazione con la loro vicina (quella che Molly spiava e registrava). Il giovane viene aggredito e ucciso dalla moglie che, subito dopo, esce e riprende la polizia che recupera nel bosco il corpo senza vita di una bambina: è la figlia dell'amante di Tim. Sopraggiunta la notte,  Molly esce nuda da casa e viene "abbracciata" da un'agghiacciante figura antropomorfa dalla testa di cavallo (che sembrerebbe il demone Orobas).
Tempo dopo, Hannah si reca nella loro vecchia casa, oramai in vendita: nella camera da letto sua e della sorella trova il raccoglitore di foto della loro infanzia, in cui Molly ha sostituito, in tutte le foto in cui compare il padre, la testa del genitore con ritagli di foto di teste di cavallo. Poi si reca di fronte all'armadio, lo apre e cade in una sorta di trance.

## Produzione
Le riprese del film si sono svolte nel 2010 a Hagerstown, nel Maryland.

## Distribuzione
Il film è stato presentato in anteprima al Toronto International Film Festival il 14 settembre 2011 e successivamente distribuito nelle sale statunitensi il 18 Maggio 2012. In Italia è stato trasmesso in prima visione assoluta su Horror Channel il 25 Maggio 2013 e in chiaro su Rai 4 il 27 Marzo 2015.

## Accoglienza
Il film è stato accolto da recensioni miste dal pubblico e dalla critica.
Sul sito Rotten Tomatoes ha un indice di gradimento del 46% sulla base di 37 recensioni, con un voto medio di 5.30/10. Su Metacritic ottiene un voto medio di 50/100 basato su 9 recensioni.